# Повне внутрішнє відбиття

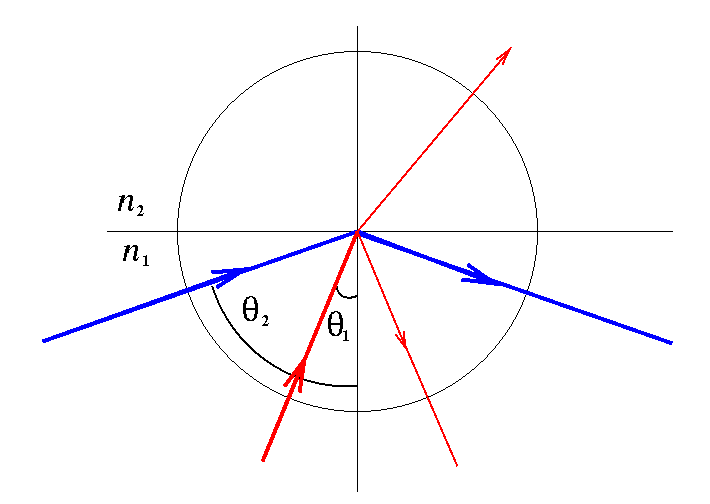
Повне внутрішнє відбиття (синій промінь)

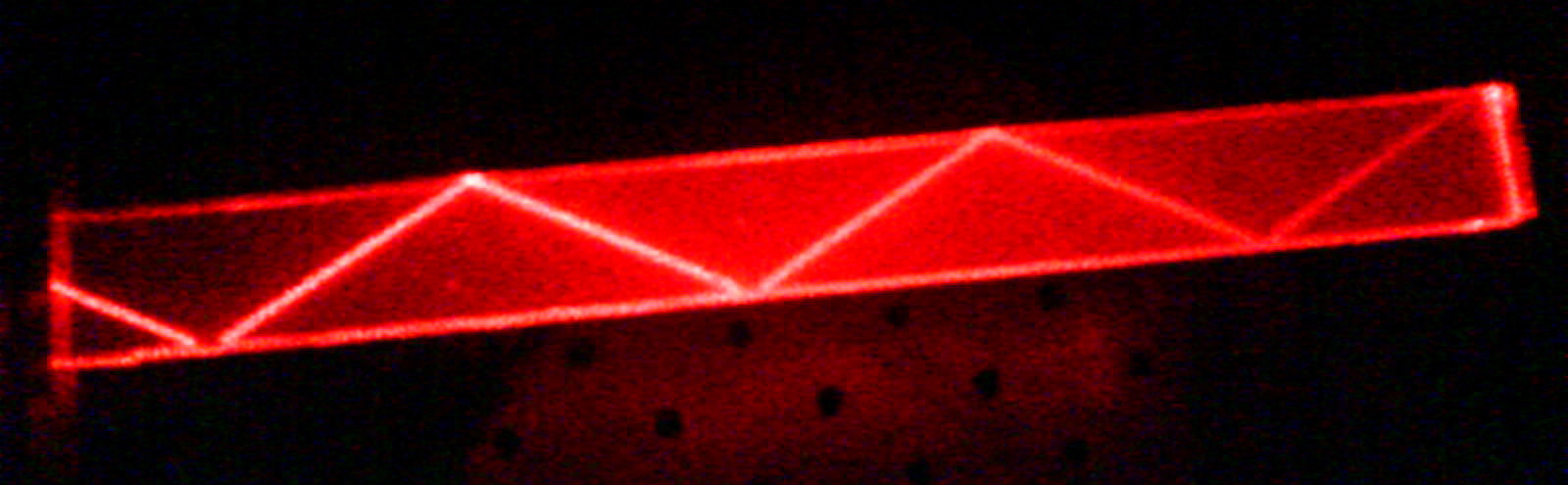
Повне внутрішнє відбиття у блоці з органічного скла

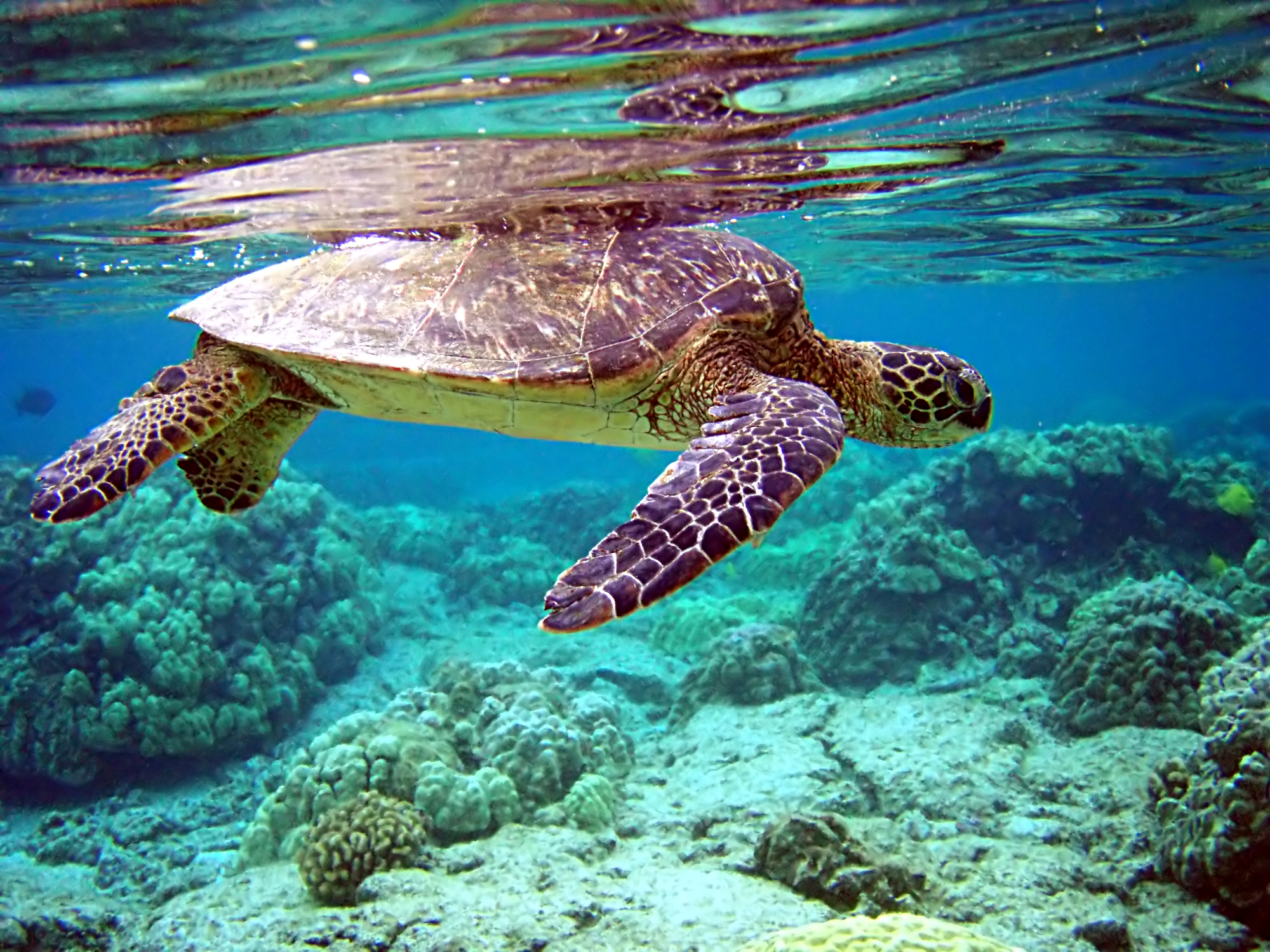
Повне внутрішнє відбиття можна спостерігати на границі поділу вода-повітря

По́вне вну́трішнє відбиття́ (англ. total internal reflection) — явище, що спостерігається при поширенні хвиль різної фізичної природи в середовищах, фізичні властивості яких змінюються в просторі. Для ілюстрації змісту явища часто використовують дані про поширення хвиль в кусково неоднорідному середовищі. Для простоти із різних можливих типів хвиль вибирають плоскі хвилі. В цьому випадку хвильова картина може наочно відображатися певною геометричною картиною. Розглянемо спочатку приклад, що показує сутність явища, стосовно плоских електромагнітних хвиль. Конкретно мова йде про падіння косих світлових променів із середовища із більшою оптичною густиною в середовище із меншою оптичною густиною.
На малюнку праворуч показані дві можливі ситуації, які виникають при падінні світла з оптично густішого середовища. При малих кутах падіння (ця ситуація зображена червоним) світло частково проникає в інше середовище, частково відбивається на границі розділу. Кут заломлення визначається законом Снеліуса і є більшим за кут падіння.
Синім показана ситуація, яка виникає тоді, коли
{\displaystyle {\frac {n_{1}}{n_{2}}}\sin \theta >1\,},
де n1 та n2 — показники заломлення середовищ (n1 > n2). В такому випадку світловий промінь не проникає далі й повністю відбивається від границі.
Повне внутрішнє відбиття спостерігається для великих кутів падіння, які перевищують критичний кут
{\displaystyle \theta _{c}={\text{arcsin}}\,{\frac {n_{2}}{n_{1}}}}.
Світло все ж таки проникає в середовище із меншим показником заломлення на незначну глибину. Це явище використовується в методі порушеного повного внутрішнього відбиття для дослідження приповерхневих шарів тіл.
Явище повного внутрішнього відбиття легко спостерігати, якщо пірнути у воду й глянути вгору. Синє небо над головою буде видно лише в межах певного кола.
Практично така ж картина спостерігається при падінні акустичної (звукової) хвилі на границю між двома акустичними середовищами з різними величинами хвильового опору.
У випадку пружних тіл ситуація виглядає дещо складніше, оскільки в них можуть поширюватися поздовжні та поперечні хвилі, які передають енергію від одного типу хвиль до іншого при проходженні границі між двома середовищами.
Явище використовується у хвилеводах, зокрема оптичних волоконних лініях, де світло запускається в оптичне волокно із доволі високими показником заломлення. Світло не може вирватися із волокна, навіть якщо це волокно зігнути чи скрутити в бухту, бо кут падіння залишається меншим за критичний кут повного внутрішнього відбиття.
Явищем повного внутрішнього відбиття зумовлено також існування в океані підводного звукового каналу, в якому хвилі поширюються без взаємодії з поверхнею океану та дном. Така поведінка звукових хвиль зумовлена суттєвою залежністю акустичних властивостей водного середовища від глибини. Ця зміна по глибині в океані таких характеристик, як температура, солоність, стисливість характеризується терміном стратифікація.